# ルイ・アグアス
ジョゼ・ルイ・ロペス・アグアス（José Rui Lopes Águas, 1960年4月28日 - ）は、ポルトガルの首都・リスボン出身の元ポルトガル代表のサッカー選手。ポジションはFW。

## 経歴
ポルトガルのリスボンで生まれ、地元のGDセジンブラでキャリアをスタートさせ、翌年はアトレチコCPでプレーした。
1985年にSLベンフィカに移籍すると1年目に12ゴールを決めるなどチームの3冠に貢献した。1988年にはUEFAチャンピオンズカップ決勝まで勝ち進んだが決勝でPSVアイントホーフェンに敗れた。
1988年の夏に、FCポルトに移籍し2年目には17得点を決めた。わずか2年でベンフィカに戻り25得点を決め得点王を獲得した。その後CFエストレラ・アマドーラに移籍。1995年1月にイタリアのレッジャーナに移籍し、そのシーズンの後に現役を引退した。
引退後の2000年にヴィトーリアFCの監督に就任し、2003年にはSCブラガのアシスタントコーチを務めた。

## 代表歴
ポルトガル代表として、1985年4月3日にイタリア代表戦でデビューを果たした。その後1986 FIFAワールドカップメンバーにも選ばれた。1993年11月17日の1994 FIFAワールドカップ予選イタリア代表戦が最後の代表戦となった。

## 人物
父親は1950年代から60年代にかけてのSLベンフィカやポルトガル代表でプレーしたストライカーのジョゼ・アグアスがいる。また姉のレーナ・ダグアはポルトガル最初の女性ロック歌手で、「日本帝国」というヒット曲がある。いとこにはサッカーの選手及び監督経験のあるラウル・アグアスがいる。

## タイトル

### クラブ
SLベンフィカ
- スーペル・リーガ : 1986-87, 1990-91, 1993-94
- タッサ・デ・ポルトガル : 1985-86, 1986-87, 1992-93
- スーペルタッサ・カンディド・デ・オリベイラ : 1985

FCポルト
- スーペル・リーガ : 1989-90

### 個人
- スーペル・リーガ得点王 : 1990-91